# Binodoxys basituber
Binodoxys basituber är en stekelart som först beskrevs av Jaroslav Stary och Remaudiere 1982.  Binodoxys basituber ingår i släktet Binodoxys och familjen bracksteklar. Inga underarter finns listade.